# Toyota 2000GT

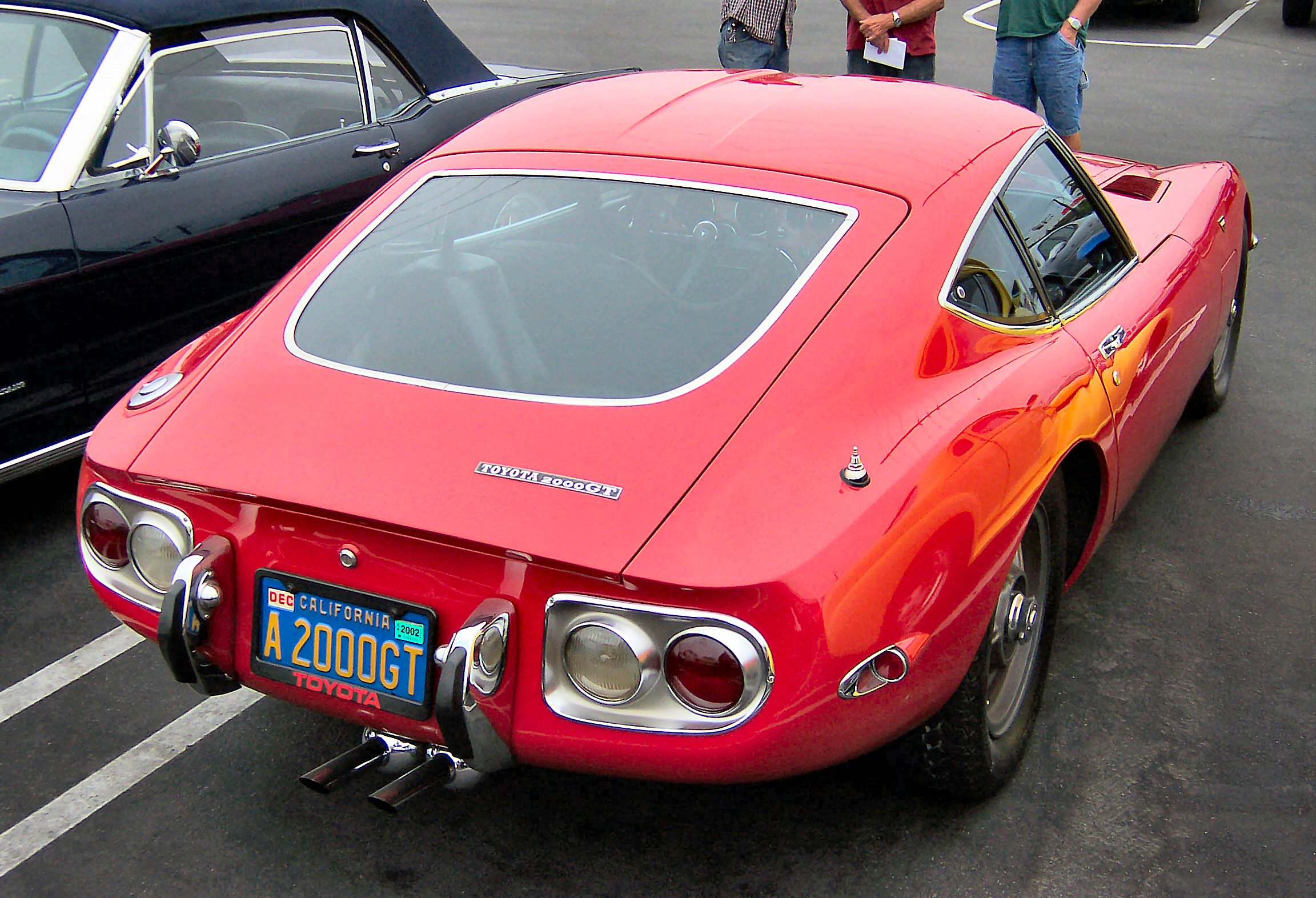
Toyota 2000GT

Modelem Toyota 2000GT si chtěla Toyota udělat reklamu a vykreslit image. Poprvé
se vůz objevil v roce 1967 na Tokijském autosalonu. Výroba skončila v roce 1970.
Bylo vyrobeno pouze 337 vozů.
Mnozí přičítají návrh vozu známému německo-americkému návrháři Albrechtu Goertzovi, který se proslavil návrhy automobilů BMW 507 nebo spoluúčastí při návrhu vozu Datsun 240Z. Goertz odjel počátkem 60. let do Japonska ke společnosti Yamaha, kde spolupracoval na vývoji dvoumístného sportovního vozu pro Nissan. Byl postaven funkční prototyp, ale Nissan se rozhodl projekt nerealizovat. Yamaha však spolupracovala i s automobilkou Toyota, jež byla považována za nejkonzervativnějšího výrobce aut v Japonsku. Toyota, která si přála vylepšit svoji pověst, návrh Yamahy přijala, ale použila vlastní design od svého návrháře Satoru Nozakiho. Jeho design připomínal slavný anglický vůz Jaguar E-type. Problémem vozu byla ale jeho vysoká cena. Za 6800 dolarů bylo možné koupit si prestižnější vozy Porsche nebo Jaguar. Kvůli tomu se do Spojených států prodalo pouhých 63 exemplářů. Proto byl pro automobilku tento typ ztrátový. Vzhledem k pouhým 337 vyrobeným vozům patří 2000GT v současnosti k vyhledávaným Japonským klasickým vozům.
Pohon obstarával řadový šestiválec s výkonem 150 koní při 6500 ot/min. Maximální rychlost byla
215 km/h. 1275 kg těžký vůz se rozjel k hodnotě 110 km/h za 12,7 sekundy. Páteřové šasi, podobné tomu
ve vozech Lotus, bylo v konstrukci evropských i japonských vozů té doby velice vzácné. Motor vozu měl 2 vačkové hřídele, ale vozy určené pro export do Ameriky měly pouze jednu vačkovou hřídel. Navíc měly klimatizaci a automatickou převodovku. Za 3 roky výroby nebyl základní model nijak inovován.

## 2000GT roadster

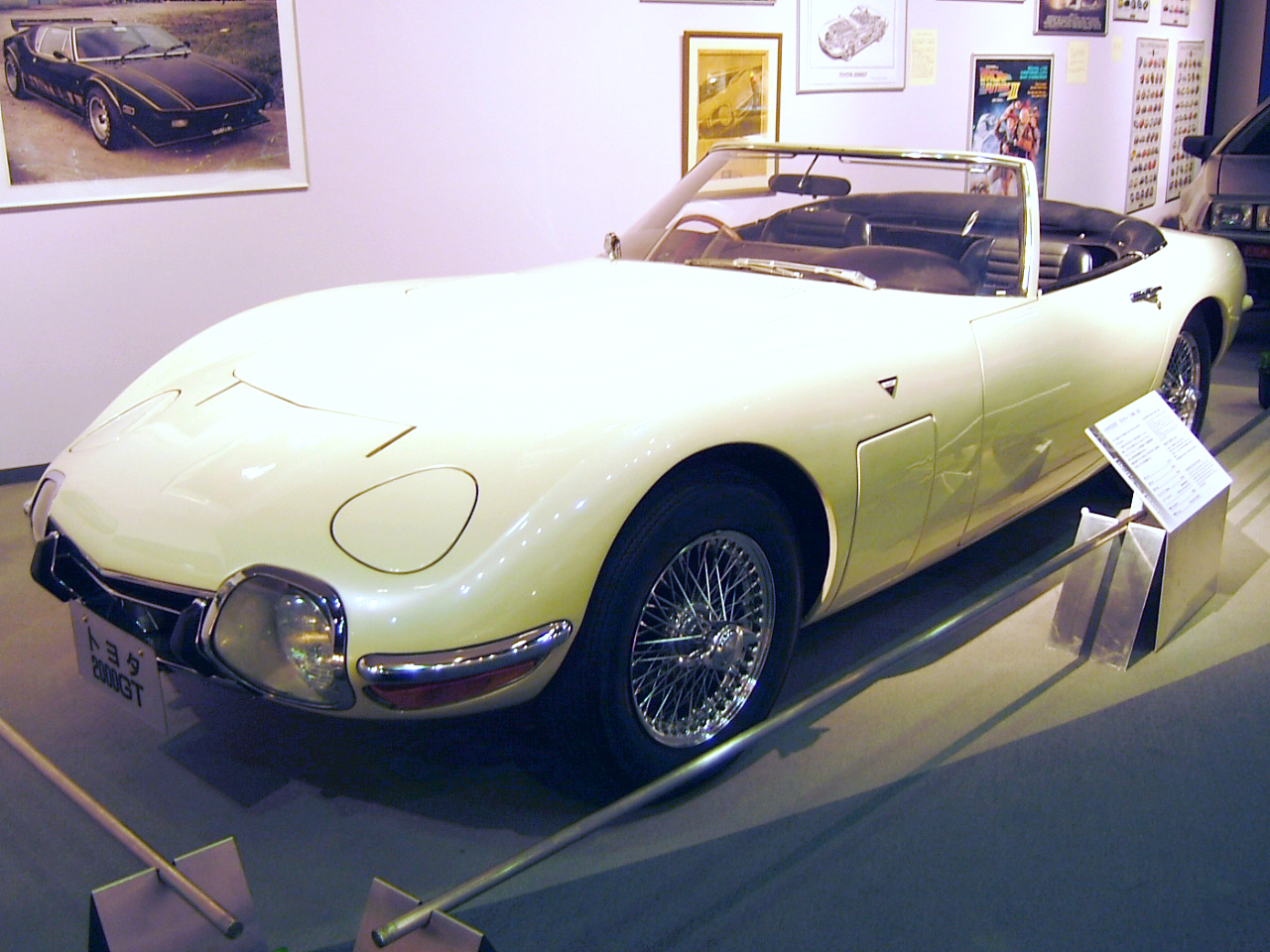
2000GT z filmu Žiješ jenom dvakrát

Toyota 2000GT zazářila v roce 1967 ve filmu o Jamesi Bondovi Žiješ jenom dvakrát, který se převážně odehrával v Japonsku. Speciálně pro tento film byly v automobilce na zakázku vyrobeny dva unikátní roadstery. Neměly střechu, jen zvýšený čalouněný lem v zadní části kabiny, jenž simuloval složenou střechu, takže nešlo o skutečné kabriolety. Původně se sice uvažovalo o vozu se střechou typu Targa, ale když byla dokončena, měl Sean Connery vzhledem ke své výšce hlavu tak vysoko, že by to ve filmu vypadalo divně. Proto nakonec padlo rozhodnutí použít sportovní roadstery beze střechy. Toyota však nikdy neuvedla tuto verzi 2000GT na trh. Ve filmu řídila auto převážně Bondova přítelkyně Aki (Akiko Wakabajaši).